# Бекин
Бекин — поселок в Сосковском районе Орловской области России.
Входит в состав Мураевского сельского поселения.

## География
Расположен на правом берегу реки Лешенка, южнее деревни Торохово.
Просёлочная дорога соединяет Бекин с автомобильной дорогой 54К-354.

## Население
| 2010 |
| ---- |
| 4    |